# من، من، من… و دیگران
من، من، من… و دیگران (ایتالیایی: Io, io, io... e gli altri) یک فیلم کمدی ایتالیایی به کارگردانی آلساندرو بلازتی است که در سال ۱۹۶۶ منتشر شد. این فیلم برندهٔ جایزه دیوید دی دوناتلو بهترین کارگردان شد.

## گزیدهٔ بازیگران
- جینا لولوبریجیدا
- سیلوانا مانگانو
- والتر کیاری
- ویتوریو دسیکا
- مارچلو ماسترویانی
- ماریو والدرمارین
- نینو مانفردی
- کاترینا بوراتو
- ویتوریو کاپریولی
- الیزا کگانی
- آندره‌آ ککی
- اومبرتو دورسی
- گراتزیلا گراناتا
- ماریزا مرلینی
- پائولو پانلی
- ماریو پیسو
- سالوو رندونه
- لوئیزا ریولی
- ماریا گراتسیا اسپینا
- سارو اورزی
- ساندرو دری
- کارلو اسپوزیتو
- فرانکا والری
- سیلوا کوشچینا
- مارینا مالفاتی
- ماریو اسکاچا
- للیو لوتاتسی
- کارلو کوروکولو
- رناتو پینچیرولی
- رناتو مالاواسی
- تونی اوچی
- میمو پُلی
- جوستینو دورانو
- جانی ریتسو
- کلودی لانژ
- دانیلا سورینا
- پل مولر
- نریو برناردی
- وینچنستو تالاریکو
- سیلویو باگلینی
- جان کارلسن
- ماریا تدسکی